# Elsterhang bei Pirk
Koordinaten: 50° 25′ 55″ N, 12° 3′ 58″ O
Das Naturschutzgebiet Elsterhang bei Pirk liegt im Vogtlandkreis in Sachsen. Es erstreckt sich nördlich von Pirk, einem Ortsteil der Gemeinde Weischlitz, zu beiden Seiten der A 72. Am südlichen Rand des Gebietes fließt die Weiße Elster, nördlich verläuft die S 311, östlich und südöstlich die S 319 und südlich die Kreisstraße K 7859. Südwestlich erstreckt sich das etwa 27,2 ha große Naturschutzgebiet Unteres Kemnitztal.

## Bedeutung
Das rund 38,0 ha große Gebiet mit der NSG-Nr. C 39 wurde im Jahr 1961 unter Naturschutz gestellt.